# Tabak

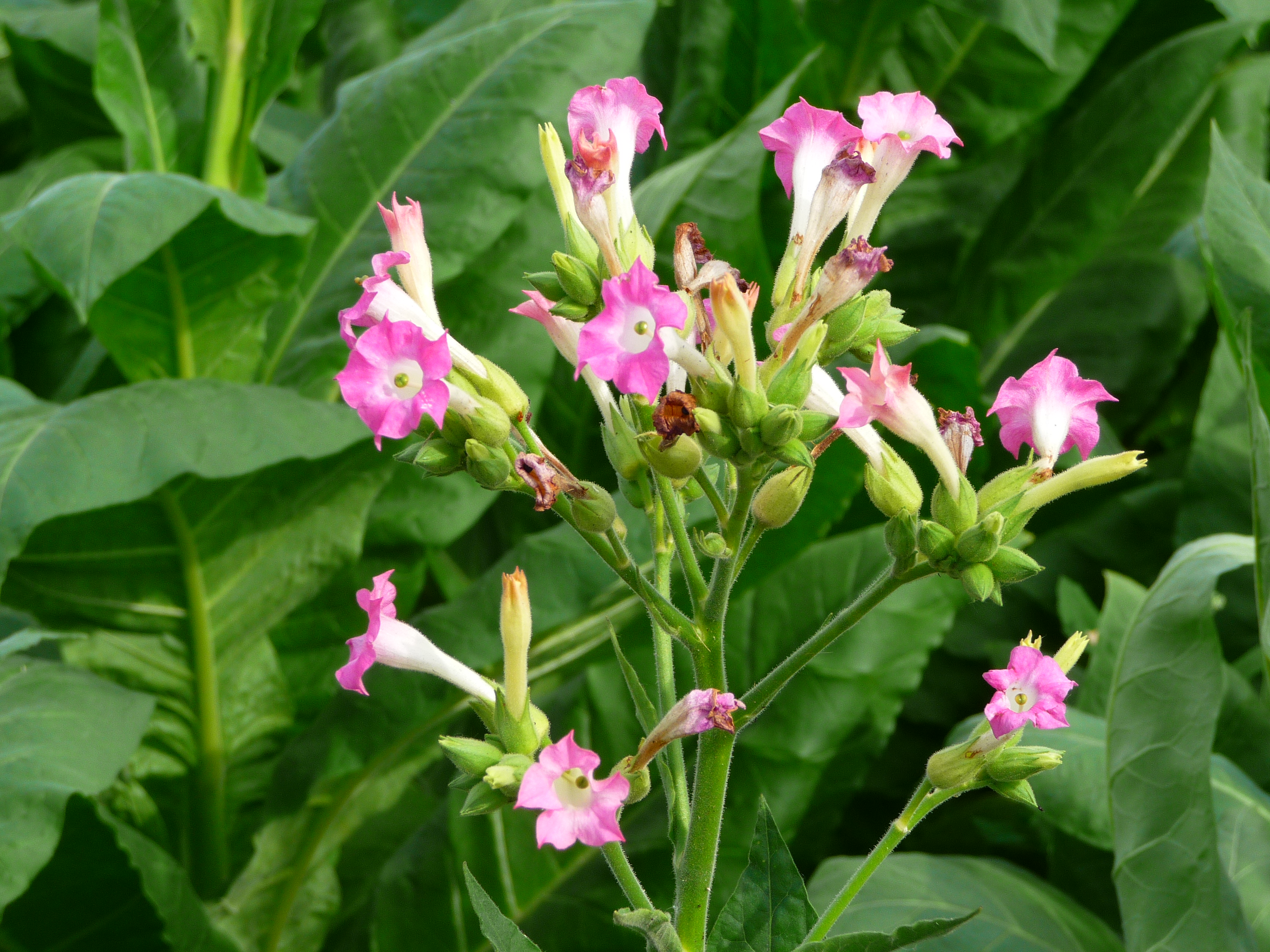
Tabakblüten

Tabak (bundesdeutsches Hochdeutsch: [ˈtabak], österreichisches Hochdeutsch: [taˈbak]; veraltet Tobak, abgeleitet von der kleinen Antille Tobago, in Südwestdeutschland auch Duwak) ist ein pflanzliches Produkt und eine nikotinhaltige (legale) Droge, hergestellt aus den Laubblättern von Pflanzen der Gattung Nicotiana. Von den etwa 75 Arten dieser Gattung haben jedoch nur zwei Bedeutung für die Tabakproduktion: Der Virginische Tabak (Nicotiana tabacum) und der Bauern-Tabak (Nicotiana rustica). Die Nicotiana-Arten sind überwiegend in Südamerika heimisch, einige auch in Australien und Nordamerika. Anbau und Auftrocknung aller Tabaksorten unterliegen einer politischen Regulation (Tabakkontrolle) gemäß Artikel 17&18 Rahmenübereinkommen der WHO zur Eindämmung des Tabakgebrauchs (2005).
Der Name Tabak ist aus dem spanischen Namen tabaco für die Pflanzengattung gebildet. Dieser stammt wiederum von einem ähnlichen Wort, das die ersten Europäer auf Hispaniola aufgriffen. Die ursprüngliche Bedeutung ist jedoch nicht überliefert. Es kann sich um die Pflanzen, um eine Pfeife zum Rauchen oder um ein Tabakblatt, das in ein Maisblatt eingerollt ist, handeln.

## Beschreibung
Zu den wichtigsten Bestandteilen des Tabaks zählen Nicotin (ein farbloses, bei Raumtemperatur flüssiges Alkaloid), Ammoniumsalze, Cellulose und Proteine. In geringen Mengen sind auch Naturharz, Pflanzenwachs, Stärke, Zucker, Gerbsäure, Äpfelsäure, Zitronensäure, Oxalsäure und die anorganischen Inhaltsstoffe Nitrat, Kalium, Natrium, Calcium, Magnesium, Eisen und Chlor vorhanden. Darüber hinaus reichert sich in den Blättern das radioaktive Element Polonium an. Obwohl noch nicht alle Stoffe bekannt sind, schätzt man, dass z. B. eine Zigarette und ihr Rauch etwa 6.000 bis 12.000 verschiedene chemische Substanzen enthalten.

## Nutzung
Tabakrauchen ist erwiesenermaßen gesundheitsschädlich. Den Daten der Weltgesundheitsorganisation zufolge sterben jedes Jahr über 6 Millionen Menschen an den Folgen des Tabakkonsums, rund 10 % davon durch Passivrauchen. Der wirtschaftliche Schaden beläuft sich auf rund 950 Mrd. Dollar pro Jahr. Zwar wird gelegentlich auch ein ökonomischer Nutzen diskutiert, etwa durch die Schaffung von Arbeitsplätzen und die Tabaksteuer, die negativen ökologischen und sozialen Folgen des Tabakanbaus sind insgesamt jedoch erheblich.

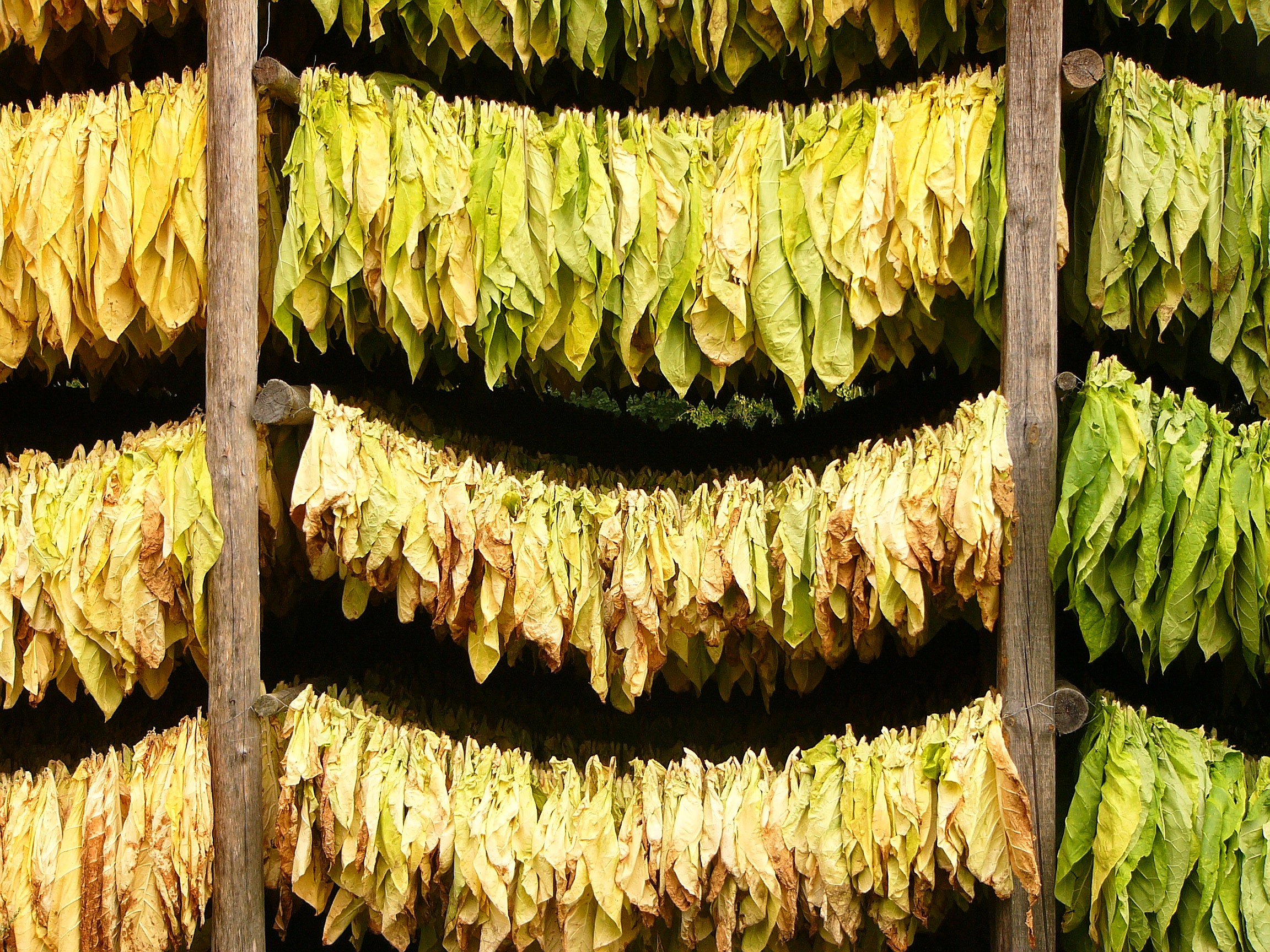
Tabakblätter beim Trocknen

Als amerikanische Pflanzenart wurde der Tabak seit jeher von vielen indigenen Stämmen Amerikas verwendet, allerdings weniger als Genussmittel, sondern eher im Rahmen spiritueller Rituale (wobei dies nicht für die sogenannte Friedenspfeife der Prärie-Indianer galt, in der Süßgras und Salbei verbrannt wurden). Er wurde gekaut, geschnupft, geraucht, gegessen, entsaftet, auf dem Körper verrieben, in Augentropfen und Körperpackungen verwendet. Entweder wurde konzentrierter Tabaksaft von Schamanen als psychotrope (rauscherzeugende), sehr schnell wirkende Substanz verwendet, so etwa bei den Maya und den karibischen Stämmen; oder der Tabakrauch wurde in großen Mengen in den Magen geschluckt, da die halluzinogenen Alkaloide auf diese Weise Visionen hervorrufen können, wie bei einigen Regenwaldethnien in Amazonien.
Indianerstämme nutzten den Tabak zur Behandlung von:
- Ohrenschmerzen,
- Schlangenbissen,
- Schnitten und Verbrennungen,
- Atemwegserkrankungen,
- Fieber,
- nervösen Störungen,
- Blasenproblemen,
- Hauterkrankungen.

## Entdeckung und Verbreitung der Tabakpflanzen

### Von den Einheimischen in Amerika nach Europa
Von der Existenz der Tabakpflanzen und deren Verwendung erfuhr die Alte Welt durch die Fahrten des Kolumbus nach Amerika. Der französische Gesandte in Portugal Jean Nicot sorgte für die Einführung des Tabaks als Heilpflanze in Frankreich, nach ihm erhielt die Gattung der Tabakpflanze die Bezeichnung „Nicotiana“ und gleichzeitig der wichtigste Inhaltsstoff Nikotin. In Europa wurde der Tabak zunächst als Heilpflanze angebaut. Tabakblätter legte man auf offene Wunden und bei Magenbeschwerden sollte der Kranke Tabaksaft trinken. In einem Kräuterbuch aus dem Jahr 1656 ist über Tabak zu lesen: „Dieses Kraut reinigt Gaumen und Haupt, vertreibt die Schmerzen und Müdigkeit, stillt das Zahnweh, behütet den Menschen vor Pest, verjagt Läuse, heilet den Grind, Brand, alte Geschwüre, Schaden und Wunden“.
Um 1650 hat Der Große Kurfürst Friedrich Wilhelm in seinen als Folge des Dreißigjährigen Krieges menschenleeren Gebieten Hugenotten angesiedelt, die den Tabakbau in seinem Land einführten. Bereits 1666 betrieben eingewanderte Hugenotten in Mannheim Schnupf- und Kautabakgeschäfte. Ab 1688 breitete sich der Tabakanbau von der Pfalz und ab 1700 von der badischen Ortsgründung Friedrichstal über das Gebiet der Hardt zwischen Karlsruhe und Mannheim sowie das nördliche Deutschland aus.
Die weltweite Rohtabakernte in 120 Staaten auf einer Anbaufläche von 4,1 Millionen Hektar betrug im Jahr 2000 rund 7,4 Millionen Tonnen. Der weltgrößte Tabakanbauer war mit 1,5 Millionen Hektar Anbaufläche und einem Produktionsanteil von 2,6 Millionen Tonnen China. In den Statistiken der FAO wird die Tabakanbaufläche 1961 mit 3,4 und 2010 mit 4,0 Millionen Hektar angegeben. Dies bedeutet einen Zuwachs von 17 % bei einer Zunahme der Erdbevölkerung um 122 %. Rein statistisch ist damit die Tabakanbaufläche die 1961 ca. 11 Quadratmeter pro Person betrug bis 2010 auf 5,8 Quadratmeter gesunken und hat sich dadurch im Verhältnis zur Erdbevölkerung halbiert.
Als Nutzpflanze für die Tabakproduktion haben derzeit (2013) nur zwei Arten wirtschaftliche Bedeutung, die zahlreiche Varietäten bilden und aus denen viele Sorten gezüchtet wurden. Die verbreitetste Art ist der Virginische Tabak (Nicotiana tabacum), zu dem nahezu alle heute angebauten Sorten gehören. Die Tabakernte wird nach entsprechender Verarbeitung weit überwiegend für Zigaretten genutzt. In Deutschland waren bis Ende des 20. Jahrhunderts die Sorten „Friedrichstaler“, „Havanna“, „Geudertheimer“ und „Burley“ verbreitet. Dies sind dunkle Sorten, die für Zigarren und als Beimischung zu dunklen Zigaretten Verwendung fanden. Virginia ist eine aktuelle Sorte, die als Beimischung in helle Zigaretten-Marken verwendet wird. In Osteuropa wird außerdem noch Bauern-Tabak (Nicotiana rustica) angebaut und zu Machorka verarbeitet.
Die fermentierten und kleingeschnittenen Tabakblätter (Rauchkraut) können in Tabakspfeifen oder gedreht als Zigaretten, Zigarillos und Zigarren geraucht werden. Das giftige Nikotin wird dabei zu großen Teilen verbrannt; nur ein geringer Anteil verdampft und wird inhaliert. Weniger verbreitet ist der Konsum in Form von Smokeless Tobacco, Snus, Kautabak und Schnupftabak. Der Konsum durch Inhalation, Schnupfen oder Kauen ist ebenfalls mit erheblichen gesundheitlichen Risiken verbunden, die von Herz-Kreislauf-Problemen über Durchblutungsstörungen und Impotenz bis hin zu verschiedensten Karzinomformen reichen können. Mehrere dieser Risiken sind auch mit dem Passivrauchen und Rückstandsrauchen verbunden. Der Konsum von Tabakwaren erhöht signifikant das Risiko einer Nikotinabhängigkeit.
Wasserpfeifentabak besteht aus einer Mischung von Tabak und Feuchthaltemitteln (Glycerin und/oder Propylenglycol) und kann zudem auch aromatische Öle, Auszüge, Melassen oder Zucker enthalten oder mit Früchten aromatisiert sein.
Die frühere Verwendung von Tabakbrühe als Insektizid ist wegen der Gefahr von Nikotinrückständen in Nahrungsmitteln inzwischen verboten.

### Anbau

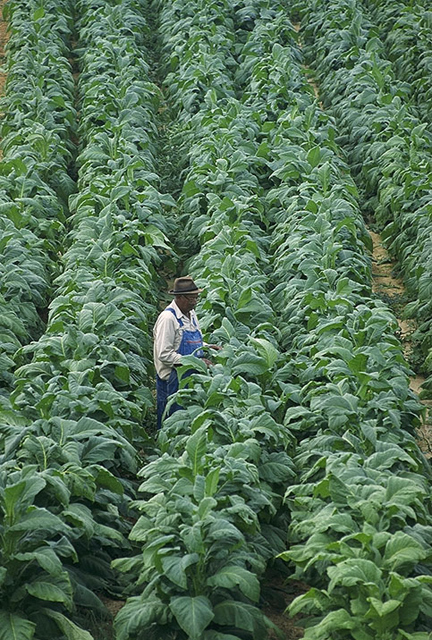
Arbeit in einer Tabakplantage

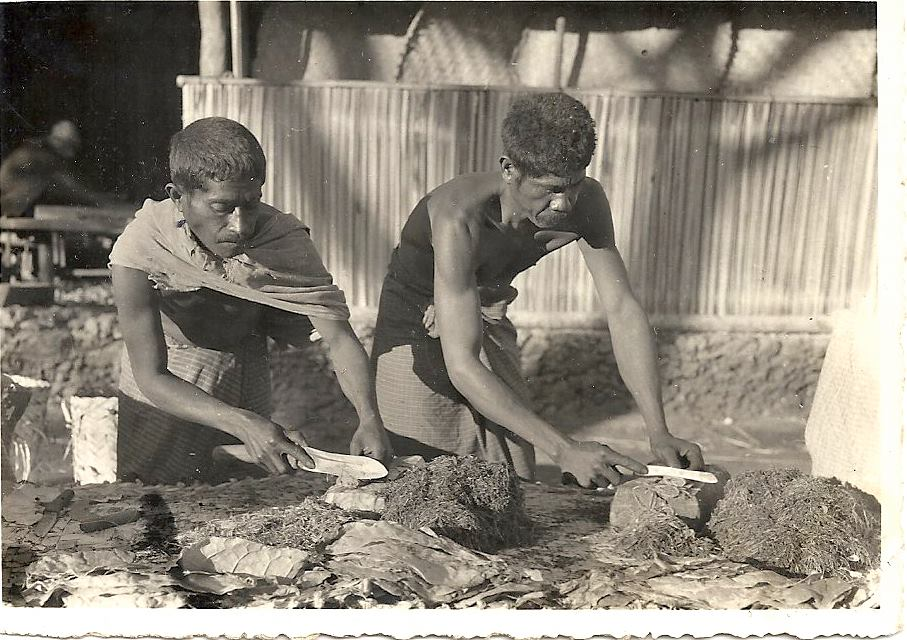
Tabakverarbeitung in den 1930ern in Portugiesisch-Timor

Der Tabakanbau ist der landwirtschaftliche Anbau von Tabak als Nutzpflanze zur Gewinnung von Rohtabak aus den geernteten und getrockneten Blättern, teilweise auch aus den ganzen Pflanzen. Wegen der großen Anpassungsfähigkeit der subtropischen Pflanze wird Tabak bis in die gemäßigten Zonen von 38° südlicher Breite bis 56° nördlicher Breite angebaut. Die wichtigsten Anbaugebiete sind Volksrepublik China, Nord-, Mittel- und Südamerika, Südostasien, Vorderasien/Balkan und Europa.
Zu Anfang des 21. Jahrhunderts lagen fast 90 % der Anbauflächen in den südlichen Ländern. Besonders in den Niedrig- und Mitteleinkommensländern der tropischen und subtropischen Landschaftszonen in Afrika, Lateinamerika und Asien, den Schwellen- und Entwicklungsländern des Südens, nimmt der Tabakanbau zu. Im Zeitraum 1961–2002 ist die Anbaufläche in der „Ersten Welt“ um 60 % gefallen und stieg in der gleichen Zeitspanne in der „Dritten Welt“ um ca. 60 % an. Beispiele für extreme Anbauzunahme ist Malawi mit Verdoppelung und Tansania mit Versechsfachung in 40 Jahren. Der Tabakanbau führt in den afrikanischen Anbaugebieten zu verstärkter Abholzung von Wäldern, Humusabbau des Bodens und starker wirtschaftlicher Abhängigkeit von den Tabakaufkäufern.
Der Tabakanbau in Europa wurde von der Europäischen Union mit Subventionen von bis zu einer Milliarde Euro jährlich gefördert. Davon entfielen rund 150 Millionen Euro auf den Tabakanbau in Deutschland. Ab 2005 wurden 20 Prozent der EU-Zahlungen gezielt dafür eingesetzt, die Tabakbauern zum Umsteigen auf andere Erzeugnisse zu ermuntern. Im Jahr 2010 wurde die Subventionierung des Tabakanbaus in der EU eingestellt; Umstellungsbeihilfen konnten bis 2013 beantragt werden.
Ausgesät wird der Tabaksamen zunächst auf einem Setzlingsbeet, dessen fruchtbare Erde geschützt vor starkem Wind, aber von der Sonne beschienen sein soll. Vor dem Säen wird die Erde durch Abbrennen, Dämpfen oder chemische Hilfsmittel z. T. sterilisiert, um Insekten, Parasiten und Unkrautsamen zu vernichten. Das Setzlingsbeet wird in warmen Zonen im Freien angelegt, eventuell durch ein dünnes Baumwolltuch oder eine dünne Lage Gras, Stroh oder Piniennadeln vor nächtlicher Kühle geschützt. In kühlen Regionen wird die Tabakpflanze unter einem Glas- oder Plastikdach gezogen. Von den kleinkörnigen Tabaksamen mit dem Tausendkorngewicht von 0,1 Gramm reichen 2 Gramm Samen für ca. 100 m² Anzuchtbeet, die unter günstigen Bedingungen 9.000 bis 15.000 Setzlinge liefern. Nach 8 bis 10 Wochen wird eine Pflanzengröße von 10 bis 18 cm erreicht. Damit ist die Anzucht abgeschlossen und die Pflanzen sind als Setzlinge für die Umpflanzung in das Freiland bereit.

### Weiterverarbeitung

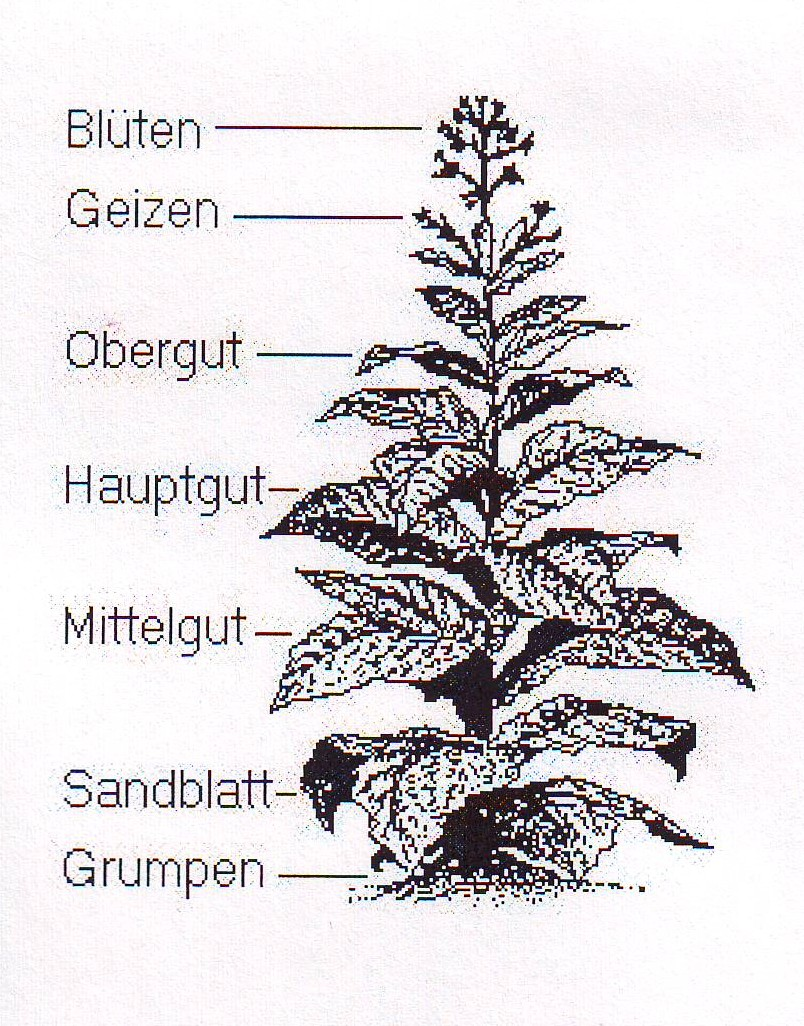
Erntekategorien des Tabaks

Die Setzlinge werden in einigen Gebieten durch Setzmaschinen, in den meisten Gegenden jedoch immer noch per Hand in das Feld umgepflanzt. Die Setzlinge werden je nach Sorte in unterschiedlichen Abständen eingepflanzt, am weitesten auseinander Perique (Abstand der Reihen 1,5 m, Abstand der Pflanzen in einer Reihe 91–107 cm), sehr viel enger z. B. Burley in Europa (65 cm; 50 cm). Wenn die Blüte erscheint, wird diese abgeschnitten (Fachbegriff „geköpft“), um die Pflanzennährstoffe ausschließlich den Blättern zuzuführen. Lediglich für die Saatgutproduktion ausgesuchte Pflanzen werden geschont, um aufzublühen und Samen zu erzeugen.
Die optimale Zahl der Blätter variiert: dunkle, später luft- oder feuergetrocknete Tabakpflanzen sollten 10–16, Burley- oder Maryland-Tabakpflanzen 16–20 Blätter haben, wobei die unteren Blätter weniger Nikotin enthalten. Jede Pflanze stellt eine Art Qualitätspyramide dar. Die unteren Blätter (Sandblatt) wurden früher als Um- und Deckblatt für Zigarren verwendet; mit dem Trend zum leichteren Rauchen wurden die niedrigen Nikotingehalte dieser Erntestufe auch in der Zigarettenherstellung bedeutsam. Im oberen Teil der Pflanze, dem Hauptgut und Obergut, sind Nikotingehalt, Aroma und Duft ansteigend.
Die Ernte erfolgt 70 bis 130 Tage nach der Feldpflanzung, wobei üblicherweise die einzelnen Blätter je nach Reifezustand geerntet werden. Die Ernte beginnt mit den unteren Blättern, nachdem diese gelblich gefärbt sind. In Abständen von fünf bis sieben Tagen erfolgt jeweils die Ernte von zwei weiteren Blättern. Die Tabakblätter werden mit möglichst wenig Gehalt an Stärke am frühen Vormittag geerntet. Danach sollen die Blätter einige Stunden welken, um bei der Weiterverarbeitung Blattschäden zu vermeiden. Löcher in den Blättern während der Verarbeitung bedeuten einen erheblichen Qualitätsverlust.
Nach der Ernte muss der Tabak getrocknet werden. Bei der verbreiteten Naturtrocknung wird der Tabak auf Schnüre „eingefädelt“ und zwei bis drei Monate in geschlossenen oder mit Jalousien versehenen Schuppen aufgehängt. Überwiegend Virginia-Tabaksorten werden in Heißlufttrockenschuppen behandelt, in welchem die Trocknung in nur vier bis acht Tagen erfolgt.
In einigen Gebieten erfolgt die Ernte auch als Ganzpflanzenernte; dabei wird die gesamte Pflanze abgeschnitten und zur Trocknung umgekehrt in überdachten Räumen aufgehängt. Nach der Austrocknung der Blätter werden diese geerntet und der Strunk als Brennmaterial verwendet.

## Fermentation

### Einführung

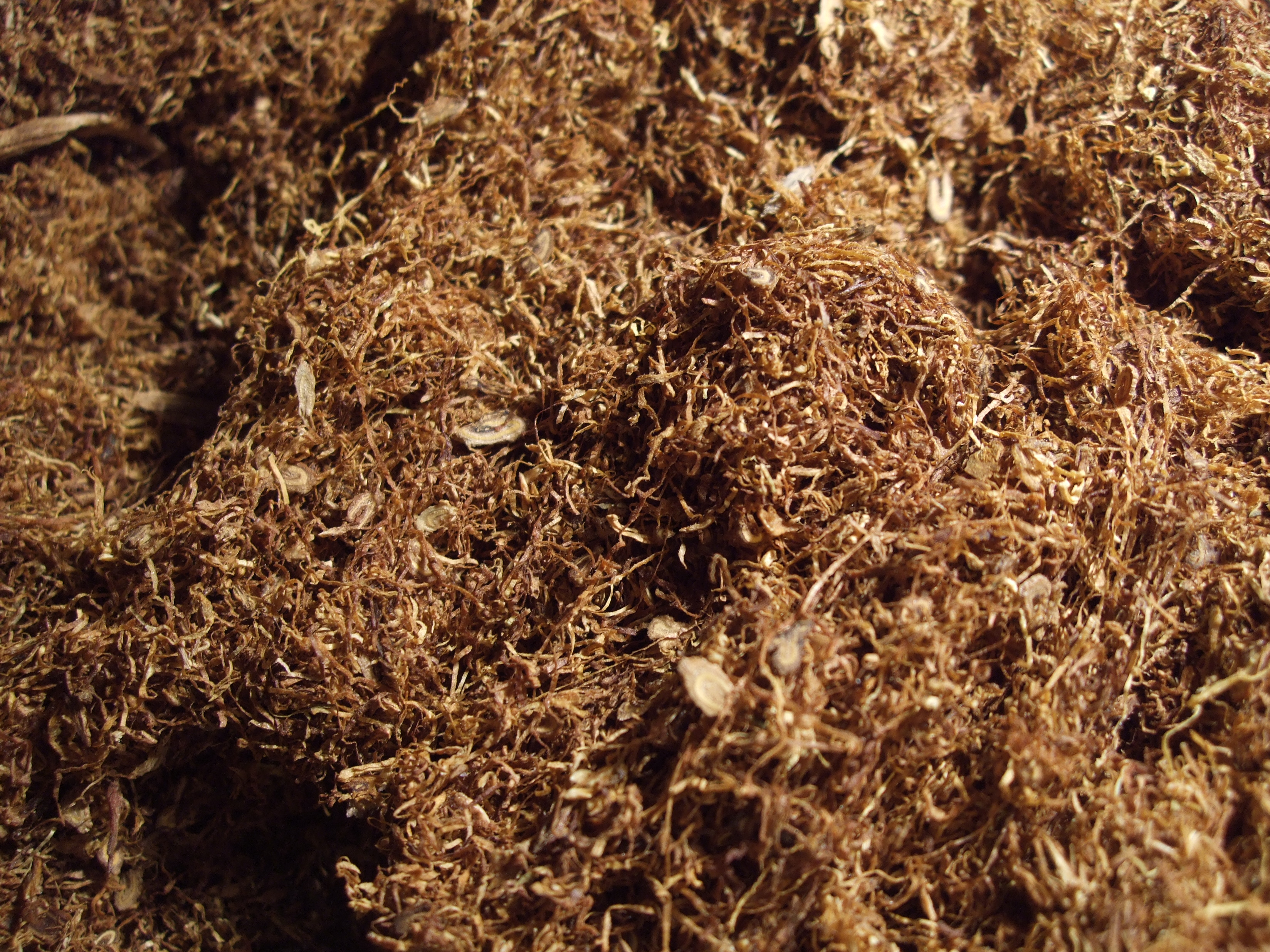
Heller Tabak

Unter der Fermentation des Tabaks wird ein Gärungsprozess verstanden, der die getrockneten Tabakblätter in einen lager- und verbrauchsfähigen Zustand bringen soll. Bei der Fermentation setzen sich chemische und enzymatische Prozesse fort, die bei der Reife des Blattes beginnen und in der Trocknung weitergehen. Die Fermentation ist ein biotechnischer Veredelungsprozess, bei dem Reaktionen ablaufen, die durch blatteigene Fermente, mikrobiologische Vorgänge und chemische Reaktionen ausgelöst werden. Die Fermentation führt zum Abbau unerwünschter Eiweiße und Pflanzenschutzmittelreste, dient dem Farbausgleich und der Verminderung von Nikotin und Rauchkondensat und fördert die Aromabildung.
Je nach Sorte, Jahrgang, Erntekategorie und Reifegrad des Blattes, Trocknungsverfahren und vorgesehenem Verwendungszweck wird der Fermentationsprozess gesteuert. Der Gärungsvorgang setzt beim Tabak meist von selbst ein, wenn ein Stapel von mindestens acht Kubikmeter Rohtabak zusammengesetzt wird. Erstes messbares Anzeichen ist dabei das Ansteigen der Temperatur innerhalb des Stapels.

### Natur-, Stock- oder Stapelfermentation
Die Naturfermentation stellt die älteste Fermentationsmethode dar. Dabei werden die Tabakbüschel, so wie sie von den Pflanzern abgeliefert wurden, zu rechteckigen Stapeln bzw. Stöcken mit einer Kantenlänge von drei bis vier Metern im Quadrat auf eine Höhe von zwei bis zweieinhalb Metern zusammengesetzt. In der Regel fasst ein solcher Stock vier bis sechs Tonnen Tabak. Im Verlauf der Fermentation sinkt der Stock auf eine Höhe von unter zwei Metern zusammen. Die Erwärmung des Tabakstapels setzt bereits nach wenigen Tagen ein.
Die Temperatur wird mit langen Rohrthermometern täglich kontrolliert. Je nach Fermentaktivität steigen die Temperaturen oft sehr rasch auf 40 bis 55 °C. Der spätere Verwendungszweck bestimmt, wie hoch die Temperaturen im Stock ansteigen dürfen. Ist die gewünschte Temperatur erreicht, wird der Stapel so umgesetzt, dass die bisher äußeren Blätter in die Mitte des Stapels kommen und umgekehrt. Die Zahl der Umschläge bzw. der wiederholten Fermentation hängt weitgehend von der späteren Verarbeitungsrichtung ab. In der Regel werden die Grumpen höchstens drei- bis viermal umgeschlagen, während Sandblatt und Hauptgut in manchen Jahren bis zu fünf bis sechs Umsetzungen erfahren, was eine Fermentationsdauer von drei bis fünf Monaten bedeuten kann.
Nach dem Gärungs- und Fermentationsprozess wird der Tabak im Frühjahr auf sogenannte Kühlbänke gesetzt. Die Tabake kühlen dabei aus und verlieren an Feuchtigkeit. Der Tabak erfährt auf den Kühlbänken darüber hinaus eine sogenannte Nachreife und ist erst nach völliger Auskühlung und einer Feuchtigkeit von 16 bis 18 % verpackungsfähig. Bei der Naturfermentation verliert der Tabak nicht nur Feuchtigkeit, sondern auch Substanz. Dieses sogenannte Dekalo beträgt je nach Ernteanteil und Sorte bei der Naturfermentation 16 bis 25 %.

### Kammerfermentation
Bei dieser Fermentationsart wird unter kontrollierten Klimabedingungen mit künstlicher Erwärmung und Luftbefeuchtung gearbeitet. Während bei der Naturfermentation die Tabake in großen Räumen zu Stöcken zusammengesetzt werden, wird bei der Kammerfermentation der Tabak in Klimakammern auf Paletten gesetzt. Durch Schaffung günstiger Umweltbedingungen (Wärme und Feuchtigkeit) wird das Tabakblatt schneller in die Lage versetzt, sich zu erwärmen und somit zu fermentieren. Häufig gelangen Tabake in die Kammer, die von sich aus nur wenig Fermentaktivität mitbringen, das heißt, diesen Tabaken wird in der Kammer der nötige Schub zur Fermentation gegeben. Auch Tabake, die sich in der Stockfermentation nur ein- oder zweimal erwärmen, werden in der Kammer fertig fermentiert.

### Maschinenfermentation oder Redrying-Verfahren
Eigentlich ist das Redrying-Verfahren mehr eine Konditionierung (Haltbarmachung) und Farbfixierung des Tabaks. Diese Fermentationsart wird überwiegend für helle heißluftgetrocknete Virgintabake und luftgetrockneten Burleytabak angewendet. Vielfach wird die Maschinenfermentation auch zur Nachbehandlung von Tabaken aus der Natur- und Kammerfermentation angewendet.
Die Fermentationsmaschinen bestehen aus einem tunnelartigen Gehäuse, das in der Regel in einer gegen Wärmeverlust isolierten Eisenkonstruktion ausgeführt ist. Üblicherweise sind diese Maschinen in vier Abschnitte unterteilt: in die Wärme- und Trocknungszone, die Abkühlungszone sowie die Befeuchtungszone und den Ablauf. Da insbesondere für die Wärme- und Trocknungszone ein gewisser Durchlaufbereich notwendig ist, schwankt die Länge der Fermentationsmaschine zwischen 30 und 80 m bei einer Breite von 2 bis 3 m. Die Durchlaufzeit beträgt je nach Länge und Intensität ein bis zwei Stunden. Die Tabake werden entweder in Docken oder Büscheln auf Stäben aufgehängt oder auch als Losblatt auf einem endlosen Rost durch die Maschine gesandt.
In der Maschine erfolgt der Aufbereitungsprozess dadurch, dass die Tabake zunächst bei Temperaturen von 10 bis 100 °C auf einen Wassergehalt von unter 10 % getrocknet werden. Der nachfolgenden Abkühlung auf ca. 20 °C folgt eine Befeuchtungszone, in der der Tabak mit Wasserdampf soweit angefeuchtet wird, dass er nach dem Auslaufen bearbeitet werden kann. Die Abbaurate von unerwünschten Stoffen liegt zwar niedriger als bei den anderen beiden Verfahren, sie reicht aber für chlorophyllarme, insbesondere Virgin- und Burleytabake – je nach Verwendung – völlig aus.

## Aufbereitung

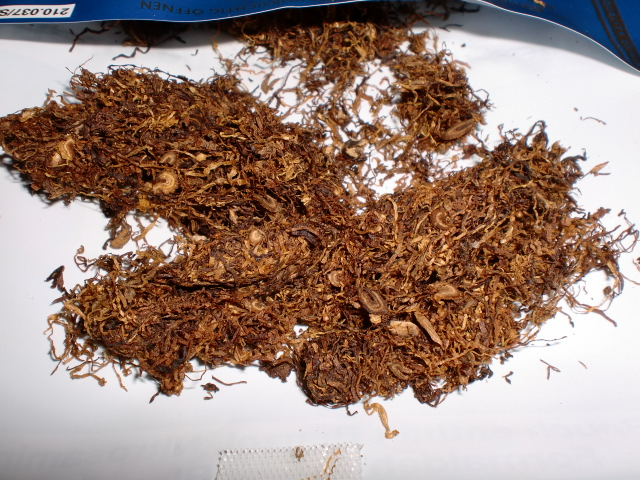
Feinschnitttabak

### Kautabak
Bis ins letzte Jahrhundert wurden aus fermentierten Tabakblättern überwiegend Stränge geflochten, von welchen mit dem Messer Kauportionen abgeschnitten werden konnten. Heute entstehen die Kautabake fast ausschließlich durch Verspinnen der gesoßten Tabakblätter.

### Schnupftabak
Man unterscheidet schwarze Schnupftabake (Kopenhagener, Großer Kardinal, Holländer, Pariser, Straßburger, Schmalzler, Fresco), grüne Schnupftabake (nach der Schnellmethode hergestellter Gesundheitstabak, Marino, Augen- tabak, Kownoer, Tilsiter, Russischer) und wohlriechende Schnupftabake (Rosentabak, Veilchentabak, Pariser).

### Rauchtabak (Pfeife)
Für Rauchtabak (vorwiegend Virginia-, Burley-, Kentucky- und Orienttabak) werden die Tabakblätter maschinell gefeuchtet, gelöst, gemischt und in Soßiertrommeln mit 15 bis 50 % Soße (hauptsächlich aus Zucker, dazu Weichmachungsmittel, Glycerin oder Glycole) versehen, anschließend maschinell geschnitten: Feinschnitt bis 1,5 mm; Krüllschnitt 1,5–3 mm; Grobschnitt mehr als 3 mm.

### Zigarren
Die Zigarre besteht aus der gefeuchteten, maschinell entrippten Einlage (nur billige Zigarren enthalten auch gefaserte Rippen), dem handentrippten Umblatt (aus Sandblatt) und einem starken, sich seidig anfühlenden und gute Verbrennungseigenschaften besitzenden Deckblatt. Mittels des Umblattes und der Einlage wird ein Wickel gerollt (beim Stumpen verklebt), in die gewünschte Form gepresst, vorgetrocknet und durch Roller (oder maschinell) mit dem wendelförmig aufgelegten Deckblatt versehen. Zigarren werden aus dunklem lufttrockenem Tabak (DLT) hergestellt und gelten als relativ gesünder als Zigaretten, da in ihnen weniger krebserzeugende Schwelprodukte (aus zyklischen Kohlenwasserstoffen) nachweisbar sind. Da der Zigarrenrauch überwiegend basische Bestandteile enthält (im Unterschied zu dem wegen des im Zigarettentabak verbliebenen Zuckers sauren Rauch der Zigarette), ruft er kaum einen Rachenkatarrh hervor.

### Zigaretten
Zur Zigarettenherstellung werden die Tabake (Orient in Klimaanlagen, Virginia-, Burley- und dunkle Tabake durch Andämpfen, seit Mitte des 20. Jahrhunderts im Vakuumverfahren) befeuchtet und entrippt. Die Rippen werden gedämpft, gewalzt, soßiert, geschnitten und geröstet.

## Krankheiten und Schädlinge im Tabakanbau

### Überblick
Tabak ist eine Pflanze der Subtropen mit hoher Wärmebedürftigkeit und geringer Kältetoleranz. Unter 15 °C ist das Wachstum gehemmt, bei 0 °C werden die Blätter geschädigt, bei −3 °C sterben die Pflanzen. Für einen guten Wuchs benötigt die Tabakpflanze neben Wärme genügend Feuchtigkeit, dies sind allerdings auch die besten Voraussetzungen für die verbreiteten Krankheiten des Tabaks. Leichter Wind steht dem Pilzbefall entgegen, starker Wind und Hagel zerstören die Blätter und machen sie für die Verarbeitung unbrauchbar.
Der Tabakblauschimmel (Peronospora tabacina) ist die gefährlichste und eine auf der ganzen Welt verbreitete Krankheit. Im Jahr 1960 trat er erstmals in Europa auf und vernichtete in diesem Jahr einen Großteil der Ernte. Auf der Blattunterseite bildet sich der für die Peronospora-Pilze typische graubläuliche Belag, es entstehen Löcher in den Blättern die eine Verwendung als Rohstoff für Zigarren und Zigaretten verhindert. Bekämpft werden kann diese Krankheit nur durch den prophylaktischen Einsatz von Fungiziden und durch eine Fruchtfolge, in der Tabak frühestens nach drei Jahren wieder auf der gleichen Fläche angebaut wird. Inzwischen stehen auch pilzwiderstandsfähige Sorten wie etwa Pergeu zur Verfügung.
Weitere Pilzkrankheiten sind die Wurzelbräune (Thielaviopsis basicola) und Sclerotinia-Krankheit (Sclerotinia sclerotiorum), die Bakterien-Krankheit Wildfeuer (Pseudomonas tabaci) sowie verschiedene Viruskrankheiten insbesondere Tabakmosaikvirus (Tabacco mosaic virus).
Ein verbreitetes Unkraut im Tabakanbau Europas ist der schwer bekämpfbare Acker-Schachtelhalm (Equisetum arvense); der Schmarotzer Orobanche cernua schädigt die Pflanzen durch Entzug wichtiger Nährstoffe.
Schädlinge des Tabaks sind Engerlinge (Larven der Mai- und Junikäfer; Melolontha melolontha), Drahtwürmer (Agriotes spp.), Schnecken (Deroceras sp.) und Stängelälchen (Ditylenchus dipsaci).

### Hagelschäden
Während der Tabakbau in Europa nur selten größere qualitative und quantitative Einbuße durch Pflanzenkrankheiten oder Schädlinge erleidet (Ausnahme 1960), können Witterungsextreme eine größere Rolle spielen. Besonders die Beschädigung der Tabakblätter durch Hagelschlag kann zum Totalverlust führen. Fast alljährlich werden Tabakpflanzungen durch Hagel in Mitleidenschaft gezogen. Das wichtige Qualitätsmerkmal in der Tabakerzeugung, große unbeschädigte Tabakblätter mit einem feinen Blattgewebe zu erreichen, wird durch Hagel verhindert.
Hagelschießen mit Silberiodid oder das Versprühen aus Flugzeugen ist nur aus Italien und Osteuropa in großen zusammenhängenden Anbaugebieten bekannt, aber ihre Wirkung ist umstritten. Da im spezialisierten Erwerbstabakbau die meisten Pflanzer auf den Erlös aus dem Tabakanbau angewiesen sind und starke Hagelschläge zum Ruin der Betriebe führen kann, werden in den verschiedenen Anbaugebieten von Versicherungsgesellschaften Hagelversicherungsverträge angeboten. Allerdings sind die Prämien mit 9 bis 14 % des Versicherungswertes relativ hoch, weshalb viele Anbauer auf eine Versicherung verzichten.

## Welternte und Handel von Rohtabak
Im Jahr 2021 betrug die weltweite Rohtabakernte in 122 Staaten auf einer Anbaufläche von 3,1 Millionen Hektar rund 5,9 Millionen Tonnen. Die Volksrepublik China war mit 937.915 Hektar Anbaufläche und einem Produktionsanteil von 2,1 Millionen Tonnen der weltgrößte Tabakanbauer.
| Staat               | Anbaufläche in Hektar | Produktion in Tonnen |
| ------------------- | --------------------- | -------------------- |
| Volksrepublik China | 937.915               | 2.127.600            |
| Indien              | 432.840               | 757.514              |
| Brasilien           | 349.384               | 744.161              |
| Indonesien          | 205.407               | 237.115              |
| Vereinigte Staaten  | 88.600                | 216.800              |

| Tabakhandel 2021                | Tabakhandel 2021          | Tabakhandel 2021          |
| Staat                           | Import in 1.000 US-Dollar | Export in 1.000 US-Dollar |
| ------------------------------- | ------------------------- | ------------------------- |
| Volksrepublik China             | 1.157.740                 | 486.559                   |
| Belgien                         | 813.587                   | 1.050.850                 |
| Deutschland                     | 784.117                   | 348.887                   |
| Polen                           | 669.371                   | 93.632                    |
| Russland                        | 607.568                   | 24.792                    |
| Indonesien                      | 586.682                   | 213.449                   |
| Vereinigte Staaten              | 585.524                   | 843.240                   |
| Dominikanische Republik         | 371.229                   | 143.043                   |
| Türkei                          | 342.041                   | 260.938                   |
| Niederlande                     | 339.602                   | 167.842                   |
| Summe aller aufgeführten Länder | 6.257.461                 | 3.633.232                 |

## Verbreitung

### Vereinigte Staaten von Amerika
Auf dem Gebiet der heutigen Vereinigten Staaten wurde Tabak von Indianern, die ihn als Genussmittel, als spirituelle Droge und für medizinische Zwecke verwendeten, bereits lange vor der Ankunft der Europäer geerntet. Die Spanier übernahmen die Verwendung als Genussmittel schnell und führten den Tabak 1518 in Europa ein. Als in der Kolonie Virginia 1607 die ersten englischen Siedler landeten, war Tabak auch in England bereits bekannt und stark nachgefragt. Anstelle der wilden Tabakpflanzen, die die Indianer verwendeten, setzte sich auf den Tabakfeldern der weißen Siedler jedoch eine mildere Tabakart durch, die der Engländer John Rolfe um 1612 illegal aus Spanisch-Amerika eingeführt hatte. Tabak wurde im 17. Jahrhundert zum wichtigsten Exportprodukt von Virginia. Bis 1619 wurden über Jamestown 10 Tonnen Tabak nach Europa verschifft, bis 1639 wurden es 750 Tonnen. Aufgrund seiner guten Verkäuflichkeit galt Tabak als so wertvoll, dass er in Virginia weithin als Zahlungsmittel anerkannt war.
Die Siedler hatten den Tabak anfangs nur als einträgliche Nebenerwerbsquelle neben der Landwirtschaft angebaut, legten dann jedoch bald Plantagen an, deren hoher Bedarf an Arbeitskräften zunächst vor allem durch Schuldknechte gedeckt wurde. Nachdem viele Schuldknechte 1676 an Bacon’s Rebellion teilgenommen hatten, ersetzten die Pflanzer ihre Arbeitskräfte durch Sklaven. Als der erste Tabakpflanzer in Virginia, der seine Plantage mit Sklaven bewirtschaftete, gilt William Fitzhugh (1741–1809). Die Pflanzer in Virginia waren nicht die ersten Sklavenhalter auf dem späteren Staatsgebiet der Vereinigten Staaten, sie waren jedoch die ersten, deren Nachfrage nach billigen Arbeitskräften so groß war, dass sie Sklaven direkt aus Afrika zu importieren begannen und damit am atlantischen Dreieckshandel teilnahmen. Sie waren auch die ersten, die ihre Sklaven im berüchtigten Kolonnensystem einsetzten. Die Arbeit auf den Tabakplantagen war außerordentlich hart und erstreckte sich über den größten Teil des Jahres, anders als die Baumwollproduktion im Tiefen Süden umfasste sie jedoch viele Arbeitsgänge, die von den Sklaven Spezialkenntnisse und besondere Erfahrung verlangten. Auch Fässer, Scheunen und Rollwagen wurden bei der Tabakproduktion benötigt, sodass Sklaven sich z. B. als Küfer, Schreiner oder Wagenbauer qualifizieren konnten und damit die Möglichkeit erlangten, in der Hierarchie der Plantage zumindest in bescheidenem Umfang aufzusteigen.
Die amerikanischen Bundesstaaten, in denen heute die größten Mengen Tabak angebaut werden, sind North Carolina, Kentucky, Tennessee, Virginia, South Carolina und Georgia. In geringerem Umfang wird Tabak auch in Ohio, Indiana, Florida, Maryland, Pennsylvania, Missouri, West Virginia und Alabama produziert. Im Jahr 2005 wurden in den USA 0,47 Millionen Tonnen Tabak produziert. Mit 7 % des weltweit produzierten Tabaks waren die Vereinigten Staaten – nach der Volksrepublik China, Indien und Brasilien – der viertgrößte Tabakproduzent der Welt. Konsumiert wurden in den USA zur selben Zeit 0,43 Millionen Tonnen Tabak; das entspricht 6,2 % der Tabakproduktion weltweit (zum Vergleich: der Anteil der Einwohner der USA an der Weltbevölkerung beträgt ca. 4,6 %). Nach der Volksrepublik China, der Europäischen Union und Russland waren die USA damit der fünftgrößte Tabakverbraucher weltweit. Das größte amerikanische Unternehmen, das Tabakerzeugnisse für den amerikanischen Markt produziert, ist Philip Morris USA, ein Tochterunternehmen der Altria Group, zu dem auch das für den internationalen Markt produzierende Unternehmen Philip Morris International gehört. Weitere große amerikanische Hersteller von Tabakerzeugnissen sind Reynolds American, die Lorillard Tobacco Company und die Liggett Group. Stark verbreitet ist in den USA auch der Konsum von Smokeless Tobacco, dessen größter Hersteller die in Stamford, Connecticut ansässige U.S. Smokeless Tobacco Company ist.

### Deutschland
Der Tabakanbau in Deutschland hatte im Weltmarkt immer nur eine untergeordnete Bedeutung. Wenngleich er im 20. Jahrhundert bis zu 200.000 Bauernfamilien den Lebensunterhalt sicherte, so war doch höchstens 1 % des Weltanbaus deutschen Ursprungs. Bis Ende der 1960er Jahre war auch der Tabakanbau zur Selbstversorgung in Deutschland recht gebräuchlich. In Deutschland wird (2011) Tabak nur noch auf wenigen Flächen in Baden zwischen Mannheim und Lahr, in Mittelsachsen und in der Südpfalz angebaut. Darüber hinaus wird verstärkt versucht, den noch verbliebenen Tabakanbauern den Umstieg auf alternative Nutzpflanzen zu erleichtern.
In Deutschland vertritt der Bundesverband Deutscher Tabakpflanzer die Interessen der Produzenten.

### Schweiz
Mit dem Plan Wahlen wurde die Anbaufläche von Tabak in der Schweiz zwischen 1939 und 1946 von 770 Hektar auf 1472 Hektar verdoppelt. Die Schweiz hatte 2015 einen Selbstversorgungsgrad von 3,2 Prozent. 2018 wurde auf 420 Hektar Tabak angepflanzt, vor allem in den Kantonen Waadt und Freiburg. 2024 gab es noch rund 120 Tabakproduzenten in der Schweiz.

## Ökologische und soziale Folgen des Tabakanbaus

### Allgemeines
Die erste Studie der Weltgesundheitsorganisation zu den Gesamtwirkungen von Tabakrauchen bilanzierte 2017, dass es neben Ökosystemzerstörungen zu sozialen und wirtschaftlichen Fehlentwicklungen in Anbauländern des globalen Südens kommt und wirft transnationalen Tabakkonzernen Greenwashing vor. Im Jahr 2022 bezeichnete WHO die Tabakindustrie als „größten Umweltverschmutzer der Welt“.
Die weltweite Herstellung und der Konsum kosten jährlich 600 Mio. Bäume, 8 Mio. Menschenleben und 22 Billionen Liter Wasser. Außerdem werden dabei 84 Mio. Tonnen CO2 ausgestoßen. Ein von British American Tobacco in Auftrag gegebenes Gutachten zum WHO-Rahmenübereinkommen kommt zu dem Schluss, dass die Zerstörung tropischer Trockenwälder die größte der negativen Auswirkungen des Tabakanbaus auf die Umwelt sein könnte.
Die Kosten für die Tabak-Abfallbeseitigung (unter anderem 4,5 Billionen Zigarettenstummel) trügen nahezu immer die Steuerzahlenden und nicht die Industrie.

### Betrachtung der Lieferkette von Tabak
Der Anbau und die Trocknung von Tabak sowie die Herstellung, die Distribution, der Konsum und die Entsorgung von Zigaretten bringen in der weltweiten Lieferkette von Tabak einen erheblichen Einsatz von Ressourcen mit sich; die Folge ist die risikobehaftete Produktion von Abfällen und Ausstößen. Dadurch werden die ohnehin stark beanspruchten natürlichen Ressourcen des Planeten und seine anfälligen Ökosysteme durch Tabak weiter unter Druck gesetzt und die Lebensgrundlagen und zukünftige Entwicklung von gesellschaftlichen Verbänden auf der ganzen Welt bedroht. Eine Untersuchung der Welthandelsorganisation aus dem Jahr 2018 hat ergeben, dass der ökologische Fußabdruck von Tabak zusammengenommen mit dem ganzer Staaten vergleichbar ist und seine Produktion oft umweltschädlicher ist als die von lebensnotwendigen Gütern wie Nahrungspflanzen. Der Tabakanbau geht in den meisten Ländern des „Südens“ einher mit Armut, Verschuldung, ökonomischer Abhängigkeit der Kleinbauern von Plantagenbesitzern und Großkonzernen sowie mit Kinderarbeit und Umweltzerstörung. Darüber hinaus blockiert der Tabakanbau Flächen, die für die Produktion von Nahrungsmitteln genutzt werden könnten. Daher und wegen der Gesundheitsschädlichkeit des Rauchens gibt es weltweit Bestrebungen, Alternativen zum Tabakanbau zu entwickeln.

### Holzverbrauch und Tropenwaldzerstörung
Seit etwa der Mitte des 19. Jahrhunderts (Kreation des Virginia-Tabaks für massenhaften Zigarettenkonsum) wird Holz verwandt, um grüne Tabakblätter rauchfertig aufzutrocknen, und wenige holzsparende oder -ersetzende Alternativen hierzu existieren in Entwicklungs- und Schwellenländern Afrikas, Asiens und Lateinamerikas. Alleine für Zwecke der Trocknung (curing) werden so jedes Jahr 1,4 Mill. metrische Tonnen Holz aufgewandt und verbrannt. Da der Großteil des Brennholzes natürlichen Wäldern entnommen wird, betrug das Ausmaß der jährlichen Entwaldung Mitte der 1990er Jahre in mehr als der Hälfte der Anbauländer des globalen Südens 211.000 ha, d. h. rund 2.124 ha pro Land und Jahr. Die WHO-Studie 2017 bewertet den Holzverbrauch heute als unveränderlich hoch, wohingegen das Potential zur Reduktion niedrig bleibt; weitergehend – und im Vergleich mit anderen Kulturfrüchten – wird Tabakanbau als „aggressiv“ bewertet, was den Einfluss auf die Zerstörung v. a. trockentropischer Waldformationen (wie z. B. Miombo) betrifft.

### Abhängigkeiten vom Tabakanbau aufgrund von Monokulturen
In einigen der ärmeren Länder der Welt stellt die Tabakindustrie einen schwer zu ersetzenden Wirtschaftsfaktor dar. So warnte 2010 die „International Tobacco Growers Association“ (eine Frontorganisation führender Tabakkonzerne): „Nach einer Umsetzung der WHO-Vorgaben werden einige der ärmsten Länder Afrikas, die vom Tabakanbau abhängig sind, von ernsthaften sozialen und ökonomischen Krisen und dem Verlust von Arbeitsplätzen in bislang ungekanntem Ausmaß betroffen sein. Allein in Malawi sind siebzig Prozent der Arbeiter und Arbeiterinnen direkt oder indirekt im Tabakanbau beschäftigt. Sie haben keine Alternative und die WHO kann ihnen keine anbieten.“ Malawi rangiert im Länderranking im Bericht über die menschliche Entwicklung, der jedes Jahr vom UN-Weltentwicklungsprogramm UNDP herausgegeben wird, an 173. Stelle (2015).
Demgegenüber argumentiert die Organisation Unfairtobacco, dass es relativ leicht möglich sei, Beschäftigten in Tabakplantagen in ärmeren und in Schwellenländern neue Arbeitsmöglichkeiten zu verschaffen, beispielsweise mit dem Anbau von Baumwolle oder Cassava.

### Kinderarbeit
Nach einem Bericht von Human Rights Watch dürfen bei der Tabakernte in den USA auch Kinder ab einem Alter von 12 Jahren arbeiten. Sie wären dort Nikotin (über Hautkontakt) und toxischen Pestiziden ausgesetzt. 90 Prozent der gesamten US-Tabakproduktion kämen aus North Carolina, Kentucky, Tennessee und Virginia, in einem 138-seitigen Bericht „Tobacco’s Hidden Children: Hazardous Child Labor in US Tobacco Farming“ wird dokumentiert, unter welchen Bedingungen Kinder dabei arbeiten.
In Malawi wären etwa 80.000 Minderjährige regelmäßig an Ernte und Verarbeitung von Rohtabak beteiligt. Viele würden unter Kopf- und Bauchschmerzen, Muskelschwäche und schmerzhaftem Husten leiden, was „typische Symptome einer Nikotinvergiftung“ wären. Bei Arbeit ohne Schutzkleidung würde ein Kind bis zu 54 Milligramm Nikotin über die Haut aufnehmen; „so viel, als hätte es 50 Zigaretten geraucht“.

## Geschichte des Konsums

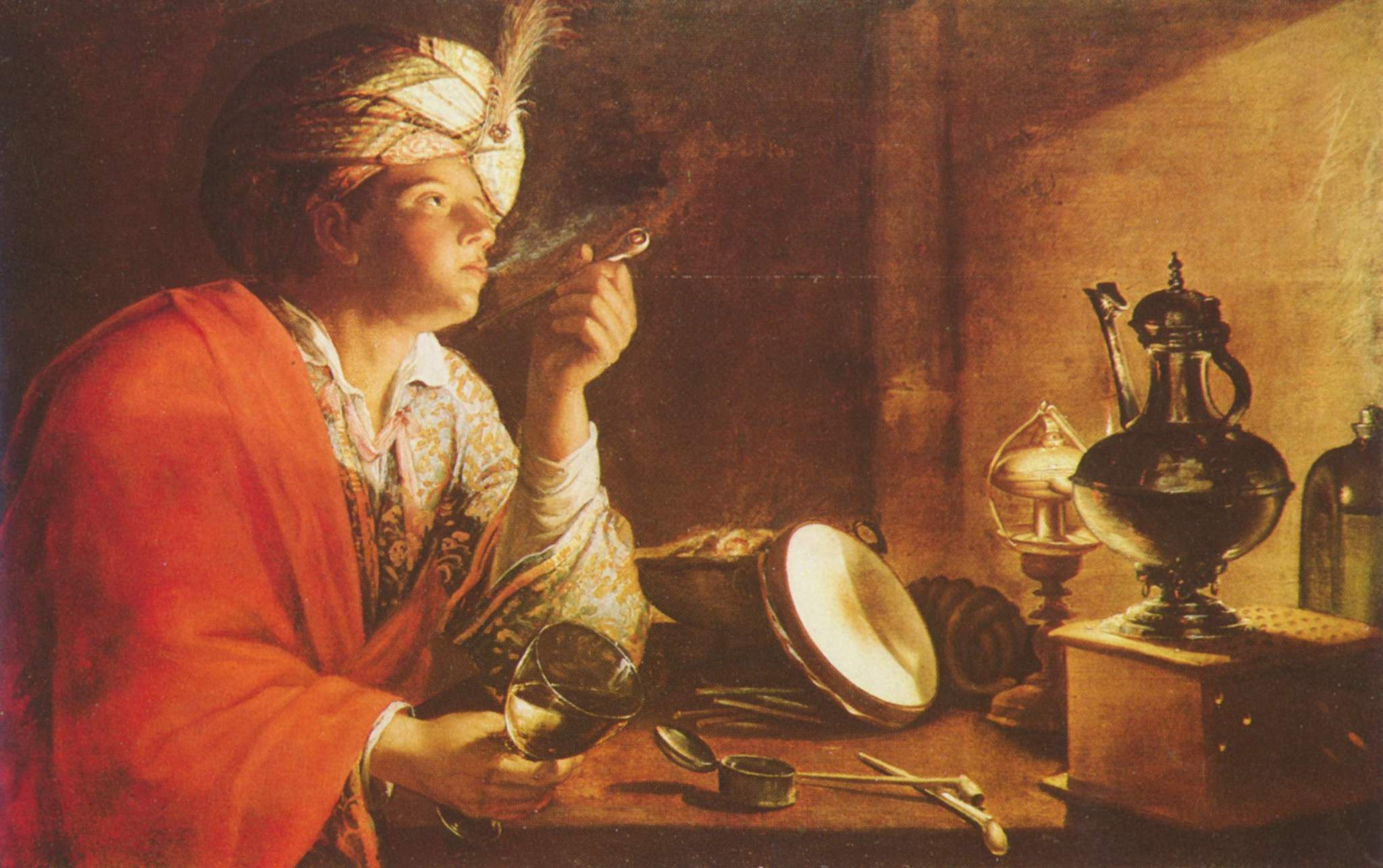
Junger Mann mit Pfeife (Michel Gobin, 17. Jh.)

Die Geschichte des Tabakkonsums in Europa reicht bis ins Jahr 1492 zurück, als Christoph Kolumbus den amerikanischen Kontinent erreichte. Die dort lebenden Einwohner hatten schon das Tabakrauchen gekannt. Im Laufe der Jahre hat sich der Konsum sehr verändert. So gibt es verschiedene Konsumformen, Marken, sodass gar eine eigene Marktbranche entstand. Mit der Verbreitung ist auch die Kritik aufgekommen, sodass viele Länder das Rauchen an verschiedenen Orten gesetzlich verbieten.